# Дера-Гази-Хан (округ)
Дера-Гази-Хан (урду ضِلع ڈيره غازى خان‎, англ. Dera Ghazi Khan District) — один из 36 округов пакистанской провинции Пенджаб. Административный центр — город Дера-Гази-Хан.

## История
Город был основан в конце XV века и назван в честь Наваба Гази Хана Мирани, сына Наваба Хаджи Хана Мирани, вождя Белуджей, который объявил независимость от султанов династии Ланга Мултана. Вместе с двумя другими Дерас, то есть поселениями, Дерой Исмаил Хан и Дерой Фатех Хан, он дал свое имя Дерагату. В конечном итоге Дерагат попал во владение Британцев после Сикхской войны в 1849 году и был разделён на два района: Дера Гази-хан и Дера Исмаил-хан.

## География
Дера-Гази-Хан граничит с округом провинции Синд — Кашмором на юге, с округами провинции Белуджистан — Дера-Бугти, Баркхан и Мусахель на востоке, с округом провинции Хайбер-Пахтунхва — Дера-Исмаил-Хан и агентством Северный Вазиристан на севере, с округами Музаффаргарх, Раджанпур и Леях на востоке.

## Техсилы
Дера-Гази-Хан занимает площадь 11922 км² и разделён на три техсила:
- Дера-Гази-Хан
- Таунса-Шариф
- De-Excluded Area